# Llac Maurepas
El 'llac Maurepas'  és un llac d'aigua salada localitzat al sud-est de Louisiana. Té connexió amb el llac Pontchartrain mitjançant el pas Manchac, un estret braç d'aigua.
Aquest llac va ser batejat així en honor de la família del Comte Ponchartrian, qui era ministre de marina del govern francès el 1665.